# 情報科 (陸上自衛隊)
情報科（じょうほうか、英: Intelligence）は、陸上自衛隊の職種の一つである。各種情報の収集および処理を専門的に行い、適切な情報の配布・配信を行う。職種標識の色は水色。

## 概要

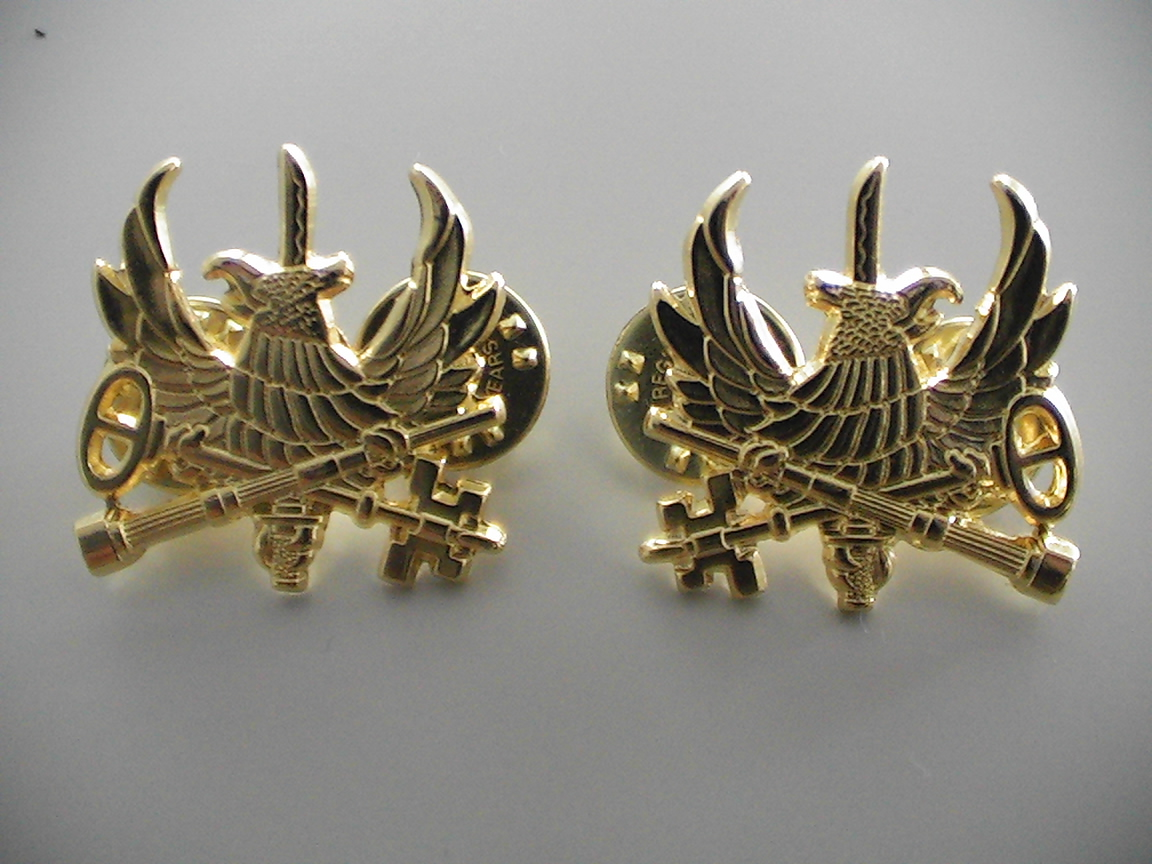
陸上自衛隊情報科職種徽章

従来の情報職域は諸職種の隊員によって編成されていた混成部隊であったが、中期防衛力整備計画 (2005)に基づき2010年（平成22年）3月26日、職種化された。陸上自衛隊創設以降、職種の新設はこれが初めてである。教育機関は静岡県駿東郡の陸上自衛隊情報学校（旧陸上自衛隊小平学校情報教育部）、教育部隊は情報教導隊が担当する。
職種徽章は左右対称であり、日本神話に登場する金烏（きんう）と望遠鏡、鍵、日本刀を組み合わせた物。隊旗および部隊章の職種色は水色（アクアブルー）である。それぞれ、金烏は緊要な時期に天皇を先導した天の使い（情報の速達性）、望遠鏡は僅かな情報も見逃さない（収集の努力）、鍵は情報の分析および保全の確行を、日本刀は戦闘力としての情報を象徴している。なお、CIAをはじめとして、情報部隊・機関のシンボルマークには鳥が多用されるが、これはエジプト神話に登場する天空と太陽を司る神であるホルス（隼・タカの目）に由来している（情報本部は雉子（きぎす）、陸自中央情報隊およびかつて存在した陸幕調査部調査2課調査別室（情報本部の前身）は八咫烏をシンボルマークのモチーフに使用）。

## 情報科に関連する特技
- 語学：国賓に対する通訳支援・諸外国からもたらされた出版物等の翻訳に従事
- 地誌：公刊情報の収集・整理等
- 地理空間情報：測量・地図作成
- シギント：電波情報の傍受（情報本部通信所、方面通信情報隊等）
- 防諜：情報保全隊の任務

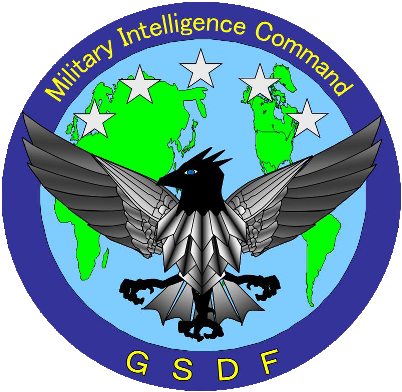
陸上自衛隊中央情報隊（朝霞駐屯地）
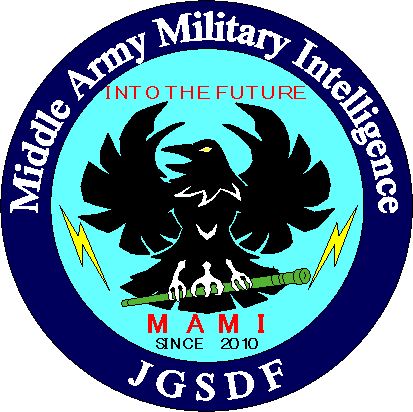
中部方面情報隊（伊丹駐屯地）、いずれもモチーフは八咫烏

## 情報科部隊の一覧
情報科職種の対象となっている主な部隊・機関等は以下のとおり。「情報」と訳される語は「Information」、「Intelligence」等複数あるが、陸上自衛隊で情報科職種の対象となっているのは後者である（通信科職種も観点によっては情報職域の一つとしてとらえることもできるが、情報科職種の範疇には含まれていない。諸外国でも軍事情報科と信号科は別の兵科である）

情報科又はこれと同種の部隊等には、自衛隊情報保全隊および中央情報保全隊、地方情報保全隊、中央情報隊本部および本部付隊、情報隊、情報処理隊、地理情報隊、基礎情報隊、現地情報隊、方面情報隊（方面情報処理隊）、方面通信情報隊、方面情報収集隊、沿岸監視隊、情報教導隊が、情報科又はこれと同種機関には、陸上自衛隊情報学校がある。
陸上総隊直轄部隊
- 中央情報隊（朝霞駐屯地）(Military Intelligence Command : MIC)

方面情報隊
- 北部方面情報隊（札幌駐屯地）
- 中部方面情報隊（伊丹駐屯地）
- 西部方面情報隊（健軍駐屯地）
- 東部方面情報隊（朝霞駐屯地）

方面情報処理隊
- 東北方面情報処理隊（仙台駐屯地）

沿岸監視隊
- 第301沿岸監視隊（稚内分屯地）北部方面情報隊
  - 派遣隊（礼文分屯地）
- 第302沿岸監視隊（標津分屯地）北部方面情報隊
  - 羅臼分室
- 与那国沿岸監視隊（与那国駐屯地）西部方面情報隊

方面情報収集隊
- 北部方面情報収集隊（倶知安駐屯地）北部方面情報隊
- 東部方面情報収集隊（北富士駐屯地）東部方面情報隊
- 中部方面情報収集隊（今津駐屯地）中部方面情報隊
- 西部方面情報収集隊（北熊本駐屯地）西部方面情報隊

師団情報隊・旅団情報隊
- 第2師団第2情報隊（旭川駐屯地）
- 第5旅団第5情報隊（帯広駐屯地）
- 第6師団第6情報隊（神町駐屯地）
- 第8師団第8情報隊（北熊本駐屯地）
- 第11旅団第11情報隊（真駒内駐屯地）
- 第14旅団第14情報隊（善通寺駐屯地）
- 第15旅団第15情報隊（那覇駐屯地）

防衛大臣直轄機関・部隊
- 陸上自衛隊情報学校（富士駐屯地）（Military Intelligence School）
  - 情報教導隊（富士駐屯地）

### そのほかの主な配属先
- 情報本部 (Defense Intelligence Headquauters：DIH)
- 自衛隊情報保全隊 (SDF Intelligence Security Command：ISC)
- 陸上幕僚監部指揮通信システム・情報部情報課
- 陸上総隊司令部情報部
- 方面総監部情報部（旧調査部）
- 師団・旅団司令部第2部

## 情報科部隊の配置
- 防衛大臣直轄機関・部隊
  - 自衛隊情報保全隊
    - 中央情報保全隊（市ヶ谷駐屯地）
    - 北部情報保全隊（札幌駐屯地）
    - 東北情報保全隊（仙台駐屯地）
    - 東部情報保全隊（朝霞駐屯地）
    - 中部情報保全隊（伊丹駐屯地）
    - 西部情報保全隊（健軍駐屯地）

  - 陸上自衛隊情報学校（富士駐屯地）
    - 情報教導隊（富士駐屯地）
- 陸上総隊
  - 中央情報隊（朝霞駐屯地）
    - 基礎情報隊（市ヶ谷駐屯地）
    - 地理情報隊（東立川駐屯地）
    - 情報処理隊
    - 現地情報隊

- 北部方面隊
  - 北部方面情報隊（札幌駐屯地）
    - 第301沿岸監視隊（稚内分屯地）
      - 派遣隊（礼文分屯地）

    - 第302沿岸監視隊（標津分屯地）
      - 羅臼分室

    - 北部方面情報収集隊（倶知安駐屯地）

  - 第2師団
    - 第2情報隊（旭川駐屯地）

  - 第5旅団
    - 第5情報隊（帯広駐屯地）

  - 第11旅団
    - 第11情報隊（真駒内駐屯地）
- 東北方面隊
  - 東北方面情報処理隊（仙台駐屯地）
  - 第6師団
    - 第6情報隊（神町駐屯地）
- 東部方面隊
  - 東部方面情報隊（朝霞駐屯地）
    - 東部方面情報収集隊（北富士駐屯地）
- 中部方面隊
  - 中部方面情報隊（伊丹駐屯地）
    - 中部方面情報収集隊（今津駐屯地）

  - 第14旅団
    - 第14情報隊（善通寺駐屯地）
- 西部方面隊
  - 西部方面情報隊（健軍駐屯地）
    - 西部方面通信情報隊
      - 情報収集小隊（与那国駐屯地）

    - 与那国沿岸監視隊（与那国駐屯地）
    - 西部方面情報収集隊（北熊本駐屯地）

  - 第8師団
    - 第8情報隊（北熊本駐屯地）

  - 第15旅団
    - 第15情報隊（那覇駐屯地）

## 沿革
沿岸監視隊の設置
- 1955年（昭和30年）12月1日：第301沿岸監視隊が北部方面隊直轄部隊として札幌駐屯地において編成完結。
- 1956年（昭和31年）
  - 7月10日：第302沿岸監視隊が北部方面隊直轄部隊として標津分屯地において編成完結。
  - 10月15日：第301沿岸監視隊が札幌駐屯地から稚内分屯地に移駐[3]。
- 1968年（昭和43年）3月1日：第301沿岸監視隊派遣隊が礼文分屯地において編成完結。
- 1972年（昭和47年）：第302沿岸監視隊羅臼分室を設置。

方面情報処理隊を新編
- 2005年（平成17年）3月28日：西部方面情報処理隊および西部方面通信情報隊を健軍駐屯地に新編。
- 2006年（平成18年）3月27日：北部方面情報処理隊を札幌駐屯地に新編。
- 2007年（平成19年）3月28日：

1. 防衛大臣直轄部隊として中央情報隊が防衛省市ヶ谷地区において編成完結し、隷下に情報処理隊および現地情報隊を市ヶ谷駐屯地に新編。
2. 中部方面隊直轄部隊として中部方面情報処理隊を伊丹駐屯地に新編。

- 2008年（平成20年）3月26日：

1. 東部方面隊直轄部隊として東部方面情報処理隊を朝霞駐屯地に新編。
2. 中部方面隊直轄部隊として中部方面移動監視隊を今津駐屯地に新編。

- 2009年（平成21年）3月26日：東北方面隊直轄部隊として東北方面情報処理隊を仙台駐屯地に新編。

情報科の職種化・方面情報隊の新編
- 2010年（平成22年）3月26日：情報科の職種化。

1. 中部方面情報処理隊を母体に中部方面情報隊が伊丹駐屯地に新編[4]。
2. 中部方面移動監視隊（今津駐屯地）を中部方面情報隊に隷属。
3. 中部方面無人偵察機隊を今津駐屯地に新編し、中部方面情報隊に隷属。
4. 西部方面情報処理隊を母体に西部方面情報隊が健軍駐屯地に新編。
5. 西部方面通信情報隊（健軍駐屯地）を西部方面情報隊に隷属。
6. 西部方面無人偵察機隊を飯塚駐屯地に新編し、西部方面情報隊に隷属。

- 2013年（平成25年）3月26日：北部方面情報隊が北部方面情報処理隊を母体に札幌駐屯地に新編[5]し、第301沿岸監視隊（稚内分屯地）、第302沿岸監視隊（標津分屯地）、静内駐屯地に新編された北部方面無人偵察機隊を北部方面情報隊に隷属。

- 2016年（平成28年）3月28日：与那国沿岸監視隊を与那国駐屯地に新編し、西部方面情報隊に隷属。
- 2017年（平成29年）3月27日：北部方面移動監視隊を倶知安駐屯地に新編し、北部方面情報隊に隷属。
- 2018年（平成30年）3月27日：中央情報隊が防衛大臣直轄部隊から陸上総隊隷下に改組のうえ、隊本部および本部付隊、情報処理隊、現地情報隊が市ヶ谷駐屯地から朝霞駐屯地へ移駐。

師団・旅団情報隊の新編
- 2019年（平成31年）3月26日：

1. 第8情報隊が北熊本駐屯地に新編し、第8師団に隷属。
2. 情報教導隊が教導部隊として富士駐屯地に新編し、陸上自衛隊情報学校に隷属。

- 2020年（令和02年）3月26日：

1. 第6情報隊が神町駐屯地に新編[6]し、第6師団に隷属。
2. 第15情報隊が那覇駐屯地に新編[7]し、第15旅団に隷属。

- 2022年（令和04年）3月17日：

1. 第2情報隊が旭川駐屯地に新編[8][9]し、第2師団に隷属。
2. 第14情報隊を善通寺駐屯地に新編[10]し、第14旅団に隷属。

- 2023年（令和05年）3月16日：

1. 第5情報隊が帯広駐屯地に新編し、第5旅団に隷属。
2. 第11情報隊が真駒内駐屯地に新編[11]し、第11旅団に隷属。
3. 西部方面移動監視隊を北熊本駐屯地に新編し、西部方面情報隊に隷属。

方面情報隊の再編
- 2025年（令和7年）
  - 3月23日：

  1. 北部方面無人偵察機隊（静内駐屯地）が廃止。
  2. 北部方面移動監視隊（倶知安駐屯地）が廃止。
  3. 中部方面無人偵察機隊（今津駐屯地）が廃止[12]。
  4. 中部方面移動監視隊（今津駐屯地）が廃止[12]。
  5. 西部方面無人偵察機隊（飯塚駐屯地）が廃止[13]。
  6. 西部方面移動監視隊（北熊本駐屯地）が廃止。

  - 3月24日：

  1. 東部方面情報隊が東部方面情報処理隊を母体に改組[14]。
  2. 北部方面情報収集隊を俱知安駐屯地に新編し、北部方面情報隊に隷属。
  3. 東部方面情報収集隊を北富士駐屯地に新編し、東部方面情報隊に隷属。
  4. 中部方面情報収集隊を今津駐屯地に新編し、中部方面情報隊に隷属[12]。
  5. 西部方面情報収集隊を北熊本駐屯地に新編し、西部方面情報隊に隷属。

## 陸、海、空自衛隊共同の情報科部隊

### 自衛隊情報保全隊および中央情報保全隊
自衛隊情報保全隊（じえいたいじょうほうほぜんたい）は、陸上自衛隊市ヶ谷駐屯地に所在する陸、海、空自衛隊共同の情報科部隊である。
詳細は「自衛隊情報保全隊」を参照。

### 地方情報保全隊
地方情報保全隊（ちほうじょうほうほぜんたい）は、陸、海、空自衛隊共同の情報科部隊である。
詳細は「自衛隊情報保全隊」を参照。

## 陸上総隊直轄の情報科部隊

### 中央情報隊本部および本部付隊
中央情報隊（ちゅうおうじょうほうたい）は、陸上自衛隊朝霞駐屯地（東京都練馬区）に駐屯する陸上総隊直轄の情報科部隊である。
詳細は「中央情報隊」を参照。

### 情報処理隊
情報処理隊（じょうほうしょりたい）は、陸上自衛隊に編成される情報科部隊で、中央情報隊隷下の情報処理隊と各方面総監の指揮監督を受ける方面情報処理隊がある。

#### 情報処理隊の一覧
- 中央情報隊情報処理隊（朝霞駐屯地）中央情報隊：2007年（平成19年）3月28日新編。
- 東北方面情報処理隊（仙台駐屯地）東北方面隊直轄：2009年（平成21年）3月26日新編。

詳細は「情報処理隊」を参照。

### 地理情報隊
地理情報隊（ちりじょうほうたい）は、陸上自衛隊東立川駐屯地（東京都立川市）に駐屯する中央情報隊直轄の地理情報専門の情報科部隊である。
詳細は「地理情報隊」を参照。

### 基礎情報隊
基礎情報隊（きそじょうほうたい）は、陸上自衛隊市ヶ谷駐屯地（東京都新宿区）に駐屯する中央情報隊直轄の情報科部隊である。
詳細は「基礎情報隊」を参照。

### 現地情報隊
現地情報隊（げんちじょうほうたい）は、陸上自衛隊朝霞駐屯地（東京都練馬区）に駐屯する中央情報隊隷下の情報科部隊である。
詳細は「現地情報隊」を参照。

## 師団・旅団直轄の情報科部隊

### 師団情報隊・旅団情報隊
師団情報隊・旅団情報隊（しだんじょうほうたい・りょだんじょうほうたい）は、師団・旅団直轄の情報科部隊である。
作戦基本部隊である師団・旅団のためのUAVによる監視および偵察、並びに師団・旅団司令部の情報業務の支援を任務とし、装備された中域用UAVをもって、師団・旅団長の迅速な状況判断、遠距離・早期からの火力発揮に資するため、洋上から作戦地域全般にわたり 監視・偵察を実施する。また、司令部第2部の情報業務を支援するため、情報処理班による収集・処理を実施し、多様な情報ニーズを迅速・確実に処理して、師団・旅団長の状況判断に資する情報資料を提供する。
情報隊長は2等陸佐で、中域用UAVの無人偵察機（UAV）「スキャンイーグル2」を運用する無人偵察機班と情報処理班から成り、約50人で編成される。
2019年（平成31年）3月に第8情報隊が編成されたのを皮切りに、北部方面隊に3個隊、東北方面隊に1個隊、中部方面隊に1個隊、西部方面隊に2個隊の計7個隊が編成されている。

#### 師団情報隊・旅団情報隊の一覧
- 第2情報隊（旭川駐屯地）第2師団
- 第5情報隊（帯広駐屯地）第5旅団
- 第6情報隊（神町駐屯地）第6師団
- 第8情報隊（北熊本駐屯地）第8師団
- 第11情報隊（真駒内駐屯地）第11旅団
- 第14情報隊（善通寺駐屯地）第14旅団
- 第15情報隊（那覇駐屯地）第15旅団

#### 第2情報隊
第2情報隊（だいにじょうほうたい）は、陸上自衛隊旭川駐屯地に駐屯する第2師団の隷下の情報科部隊である。
- 概要　　：作戦基本部隊である師団の作戦地域全般にわたり、装備された無人偵察機（UAV）「スキャンイーグル」により、監視・偵察活動を行う部隊であり、師団司令部の情報業務の支援を任務とする。

- 創設　　：2022年（令和4年）3月17日
- 編成地　：旭川駐屯地
- 車両表示：2情
- 上級部隊：第2師団
- 主要装備：UAV（中域用）
- 備考　　：

#### 第5情報隊
第5情報隊（だいごじょうほうたい）は、陸上自衛隊帯広駐屯地に駐屯する第5旅団の隷下の情報科部隊である。
- 概要　　：作戦基本部隊である旅団の作戦地域全般にわたり、装備された無人偵察機（UAV）「スキャンイーグル」により、監視・偵察活動を行う部隊であり、旅団司令部の情報業務の支援を任務とする

- 創設　　：2023年（令和5年）3月16日
- 編成地　：帯広駐屯地
- 車両表示：5情
- 上級部隊：第5旅団
- 主要装備：UAV（中域用）
- 備考　　：

#### 第6情報隊
第6情報隊（だいろくじょうほうたい）は、陸上自衛隊神町駐屯地に駐屯する第6師団の隷下の情報科部隊である。
- 概要　　：作戦基本部隊である師団の作戦地域全般にわたり、装備された無人偵察機（UAV）により、監視・偵察活動を行う部隊であり、師団司令部の情報業務の支援を任務とする。

- 創設　　：2020年（令和2年）3月26日
- 編成地　：神町駐屯地
- 車両表示：6情
- 上級部隊：第6師団
- 主要装備：UAV（中域用）
- 備考　　：

#### 第8情報隊
第8情報隊（だいはちじょうほうたい）は、陸上自衛隊北熊本駐屯地に駐屯する第8師団隷下の情報科部隊である。
- 概要　　：作戦基本部隊である師団の作戦地域全般にわたり、装備された無人偵察機（UAV）により、監視・偵察活動を行う部隊であり、師団司令部の情報業務の支援を任務とする。部隊のシンボルは、熊本市の鳥「四十雀」で、鳴き声を組合せて仲間に伝える能力（情報処理）、飛翔（UAV）、金色の姿は、情報全般の象徴（金烏＝きんう）をイメージしている。
- 創設　　：2019年（平成31年）3月26日
- 編成地　：北熊本駐屯地
- 車両表示：8情
- 上級部隊：第8師団
- 主要装備：UAV（中域用）
- 備考　　：

#### 第11情報隊
第11情報隊（だいじゅういちじょうほうたい）は、陸上自衛隊真駒内駐屯地に駐屯する第11旅団隷下の情報科部隊である。
- 概要　　：約50人で編成。旅団司令部が作戦を展開する際の情報業務を支援するほか、ドローンを含む無人偵察機による情報収集と分析などを行う。北部方面隊では第2情報隊に次いで2番目、国内では6番目の部隊となる。
- 創設　　：2023年（令和5年）3月16日
- 編成地　：真駒内駐屯地
- 車両表示：11情
- 上級部隊：第11旅団
- 主要装備：UAV（中域用）
- 備考　　：

#### 第14情報隊
第14情報隊（だいじゅうよんじょうほうたい）は、陸上自衛隊善通寺駐屯地に駐屯する第14旅団の隷下の情報科部隊である。
- 概要　　：作戦基本部隊である旅団の作戦地域全般にわたり、装備された無人偵察機（UAV）「スキャンイーグル」により、監視・偵察活動を行う部隊であり、旅団司令部の情報業務の支援を任務とする。部隊は「無人偵察機班」と「情報処理班」から成り、50人で編成され、無人偵察機が配備されるのは全国で4か所目となる[10][15]。
- 創設　　：2022年（令和4年）3月17日
- 編成地　：善通寺駐屯地
- 車両表示：14情
- 上級部隊：第14旅団
- 主要装備：UAV（中域用）
- 備考　　：

#### 第15情報隊
第15情報隊（だいじゅうごじょうほうたい）は、陸上自衛隊那覇駐屯地に駐屯する第15旅団隷下の情報科部隊である。
- 概要　　：無人偵察機（UAV）「スキャンイーグル」を運用し、沖縄県の離島への不審船接近などを監視・偵察活動を行い、南西防衛の第一線部隊である旅団の任務達成に必要な情報収集と関係部隊に対し迅速な情報提供を任務とする[7][16]。
- 創設　　：2020年（令和2年）3月26日
- 編成地　：那覇駐屯地
- 車両表示：15情
- 上級部隊：第15旅団
- 主要装備：UAV（中域用）
- 備考　　：

## 方面隊直轄の情報科部隊

### 方面情報隊
方面情報隊（ほうめんじょうほうたい）は、方面隊直轄の情報科部隊で方面情報隊本部、沿岸監視隊、方面情報収集隊等からなる。

#### 方面情報隊の一覧
- 北部方面情報隊（札幌駐屯地）北部方面隊直轄
- 東部方面情報隊（朝霞駐屯地）東部方面隊直轄
- 中部方面情報隊（伊丹駐屯地）中部方面隊直轄
- 西部方面情報隊（健軍駐屯地）西部方面隊直轄

詳細は「北部方面情報隊」、「東部方面情報隊」、「中部方面情報隊 」、「 西部方面情報隊」を参照。

### 方面情報処理隊

#### 方面情報処理隊の一覧
- 東北方面情報処理隊（仙台駐屯地）東北方面隊直轄

詳細は「情報処理隊」を参照。

#### 方面情報処理隊の概要
東北方面情報処理隊（とうほくほうめんじょうほうしょりたい）は、陸上自衛隊仙台駐屯地に駐屯する東北方面隊隷下の情報科部隊である。

### 西部方面通信情報隊
西部方面通信情報隊（せいぶほうめんつうしんじょうほうたい）は、陸上自衛隊健軍駐屯地に駐屯する西部方面情報隊隷下の電子戦を任務とする情報科部隊である。西部方面隊にのみ編成されている。
詳細は「西部方面通信情報隊」を参照。

### 方面情報収集隊
方面情報収集隊（ほうめんじょうほうしゅうしゅうたい）は、方面情報隊隷下の情報科部隊である。従来の方面移動監視隊・方面無人偵察機隊を統合した部隊であり、東北方面隊以外の方面隊に編成されている。

#### 方面情報収集隊の一覧
- 北部方面情報収集隊（倶知安駐屯地）北部方面情報隊
- 東部方面情報収集隊（北富士駐屯地）東部方面情報隊
- 中部方面情報収集隊（今津駐屯地）中部方面情報隊
- 西部方面情報収集隊（飯塚駐屯地）西部方面情報隊

#### 方面情報収集隊の概要
北部方面情報収集隊（ほくぶほうめんじょうほうしゅうしゅうたい）は、陸上自衛隊倶知安駐屯地に駐屯する北部方面情報隊隷下の情報科部隊である。北部方面管内における沿岸部の監視および無人偵察機による空中からの監視を主たる任務とする。
- 前身　　：北部方面無人偵察機隊、北部方面移動監視隊
- 創設　　：2025年（令和7年）3月24日
- 編成地　：倶知安駐屯地
- 車両表示：
- 主要装備：
- 上級部隊：北部方面情報隊
- 備考　　：

東部方面情報収集隊（とうぶほうめんじょうほうしゅうしゅうたい）は、陸上自衛隊北富士駐屯地に駐屯する東部方面情報隊隷下の情報科部隊である。東部方面管内における沿岸部の監視および無人偵察機による空中からの監視を主たる任務とする。
- 創設　　：2025年（令和7年）3月24日
- 編成地　：北富士駐屯地
- 車両表示：
- 主要装備：
- 上級部隊：東部方面情報隊
- 備考　　：前身となる方面無人偵察機隊・移動監視隊が編成されずの新編。

中部方面情報収集隊（ちゅうぶほうめんじょうほうしゅうしゅうたい）は、陸上自衛隊今津駐屯地に駐屯する中部方面情報隊隷下の情報科部隊である。中部方面管内における沿岸部の監視および無人偵察機による空中からの監視を主たる任務とする。
- 前身　　：中部方面無人偵察機隊、中部方面移動監視隊
- 創設　　：2025年（令和7年）3月24日
- 編成地　：今津駐屯地
- 車両表示：
- 主要装備：
- 上級部隊：中部方面情報隊
- 備考　　：

西部方面情報収集隊（せいぶほうめんじょうほうしゅうしゅうたい）は、陸上自衛隊北熊本駐屯地に駐屯する西部方面情報隊隷下の情報科部隊である。西部方面管内における沿岸部の監視および無人偵察機による空中からの監視を主たる任務とする。
- 前身　　：西部方面無人偵察機隊、西部方面移動監視隊
- 創設　　：2025年（令和7年）3月24日
- 編成地　：北熊本駐屯地
- 車両表示：
- 主要装備：
- 上級部隊：西部方面情報隊
- 備考　　：

### 方面移動監視隊
方面移動監視隊（ほうめんいどうかんしたい）は、北部方面隊・中部方面隊・西部方面隊に編成されていた方面情報隊隷下の情報科部隊で2025年（令和7年）3月に廃止された。

#### 方面移動監視隊の一覧
- 北部方面移動監視隊（倶知安駐屯地）北部方面情報隊：2025年（令和7年）3月23日廃止。
- 中部方面移動監視隊（今津駐屯地）中部方面情報隊：2025年（令和7年）3月23日廃止。
- 西部方面移動監視隊（北熊本駐屯地）西部方面情報隊：2025年（令和7年）3月23日廃止。

### 方面無人偵察機隊
方面無人偵察機隊（ほうめんむじんていさつきたい）は、北部方面隊・中部方面隊・西部方面隊に編成されていた無人偵察機システムを運用する方面情報隊隷下の情報科部隊で2025年（令和7年）3月に全て廃止され方面情報収集隊の一部に改編された。

#### 方面無人偵察機隊の一覧
- 北部方面無人偵察機隊（静内駐屯地）北部方面情報隊：2025年（令和7年）3月23日廃止。
- 中部方面無人偵察機隊（今津駐屯地）中部方面情報隊：2025年（令和7年）3月23日廃止。
- 西部方面無人偵察機隊（飯塚駐屯地）西部方面情報隊：2025年（令和7年）3月23日廃止。

#### 方面無人偵察機隊の概要
北部方面無人偵察機隊（ほくぶほうめんむじんていさつきたい）は、陸上自衛隊静内駐屯地に駐していた北部方面情報隊隷下の情報科部隊で2025年（令和7年）3月23日に廃止され、北部方面情報収集隊に改編された。
- 創設　　：2013年（平成25年）3月26日
- 編成地　：静内駐屯地
- 車両表示：北方無偵
- 主要装備：無人偵察機システム（FFRS）
- 上級部隊：北部方面情報隊
- 廃止　　：2025年（令和7年）3月23日
- 廃止地　：静内駐屯地
- 後継部隊：北部方面情報収集隊の一部
- 備考　　：倶知安駐屯地の北部方面移動監視隊と併合し、「北部方面情報収集隊」を新編。

中部方面無人偵察機隊（ちゅうぶほうめんむじんていさつきたい）は、陸上自衛隊今津駐屯地に駐屯していた中部方面情報隊隷下の情報科部隊で2025年（令和7年）3月23日に廃止され、中部方面情報収集隊に改編された。
- 創設　　：2010年（平成22年）3月26日
- 編成地　：今津駐屯地
- 車両表示：中方無偵
- 主要装備：無人偵察機システム（FFRS）
- 上級部隊：中部方面情報隊
- 廃止　　：2025年（令和7年）3月23日
- 廃止地　：今津駐屯地
- 後継部隊：中部方面情報収集隊の一部
- 備考　　：中部方面移動監視隊と併合し、「中部方面情報収集隊」を新編。

西部方面無人偵察機隊（せいぶほうめんむじんていさつきたい）は、陸上自衛隊飯塚駐屯地に駐屯していた西部方面情報隊隷下の情報科部隊で2025年（令和7年）3月23日に廃止され、西部方面情報収集隊に改編された。
- 創設　　：2010年（平成22年）3月26日
- 編成地　：飯塚駐屯地
- 車両表示：西方無偵
- 主要装備：無人偵察機システム（FFRS）
- 上級部隊：西部方面情報隊
- 廃止　　：2025年（令和7年）3月23日
- 廃止地　：飯塚駐屯地
- 後継部隊：西部方面情報収集隊の一部
- 備考　　：北熊本駐屯地の西部方面移動監視隊と併合し、「西部方面情報収集隊」を新編。

### 沿岸監視隊
沿岸監視隊（えんがんかんしたい）は、日本沿岸の航行艦船の監視を主任務としている方面情報隊隷下の情報科部隊である。北部方面隊に2個沿岸監視隊、西部方面隊に1個沿岸監視隊が編成されている。

#### 沿岸監視隊の一覧
- 第301沿岸監視隊（稚内分屯地）北部方面情報隊
- 第302沿岸監視隊（標津分屯地）北部方面情報隊
- 与那国沿岸監視隊（与那国駐屯地）西部方面情報隊

## 防衛大臣直轄機関

### 陸上自衛隊情報学校
陸上自衛隊情報学校（りくじょうじえいたいじょうほうがっこう）は、陸上自衛隊富士駐屯地に所在する防衛大臣直轄機関の学校である。
詳細は「陸上自衛隊情報学校」を参照。

### 情報教導隊
情報教導隊（じょうほうきょうどうたい）は、陸上自衛隊富士駐屯地に駐屯する陸上自衛隊情報学校隷下の情報科（教導）部隊である。
- 創設　　：2019年（平成31年）3月26日
- 編成地　：富士駐屯地
- 車両表示：情教
- 上級部隊：陸上自衛隊情報学校
- 主要装備：UAV（中域用）等
- 備考　　：